# Aeroport de Girona-Costa Brava

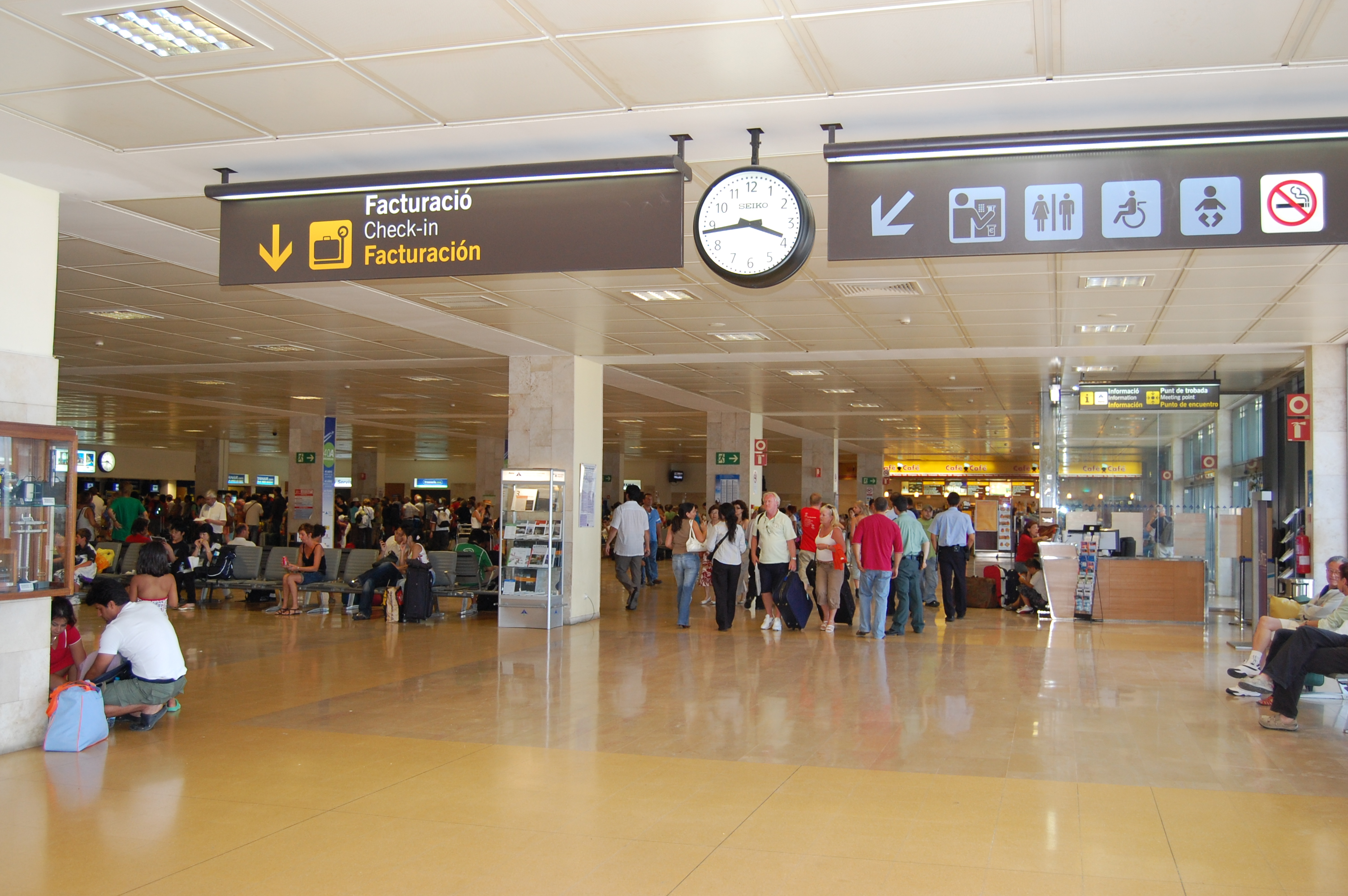
Luchthaven Girona

De Luchthaven Girona-Costa Brava (Catalaans: Aeroport de Girona-Costa Brava, Spaans: Aeropuerto de Girona-Costa Brava) is een vliegveld in Catalonië, in het noordoosten van Spanje, 12,5 kilometer ten zuidwesten van de stad Girona en 92 kilometer ten noorden van Barcelona. Het vliegveld wordt beheerd door het Spaanse staatsbedrijf AENA, maar er zijn besprekingen gaande het over te dragen aan de Generalitat de Catalunya.
Vanaf het moment dat goedkope luchtvaartmaatschappijen als Ryanair en Transavia Girona de thuisbasis maakten voor hun Zuid-Europese vluchten zijn de reizigersaantallen enorm gestegen van 275.000 in 1993 en 557.187 in 2002 naar een hoogtepunt van 5.510.970 passagiers in 2008. Sindsdien zijn de aantallen passagiers weer gedaald tot 3.007.997 (2011), ongeveer het niveau van 2004.
De reizigersaantallen zullen waarschijnlijk de komende jaren nog verder dalen door de verwachte vermindering van vluchten door Ryanair.
Door de centrale ligging en directe auto-, bus- en treinverbindingen is het vliegveld een uitvalsbasis voor Barcelona, de Costa Brava en de Pyreneeën (inclusief Andorra). Bovendien ligt het vliegveld op slechts 40 minuten rijden van de Franse grens.